# Loxofidonia obfuscata
Loxofidonia obfuscata là một loài bướm đêm trong họ Geometridae.